# Фестивал фолклора Срем фолк фест
„Срем Фолк Фест“ је међународни ревијални фестивал фолклора који се сваке године, у првој половини августа, одржава у Сремској Митровици под покровитељством градске управе. Оснивач и организатор Фестивала је градски Центар за културу СИРМИЈУМАРТ.

## Структуракултурног догађаја
Циљ Фестивала је неговање и промовисање култура и традиција свих народа света песмом, игром, музиком и костимима грађанима и туристима Сремске Митровице, као и упознавање гостујућих ансамбала са локалном културом и традицијом града домаћина и његове околине, као и српског народа уопште, те успостављање сарадње и пријатељских односа међу ансамблима на међународном нивоу.
На Фестивалу, који траје неколико дана, учествују ансамбли из десетак земаља који за време Фестивала представљају фолклор земље из које долазе. Програми се реализују на отвореној сцени у амбијенту ископина старог римског града Сирмијума, а прати их свако вече преко 2000 гледалаца. Пре фестивалских концерата организују се дефилеи учесника улицама града којима публика такође посвећује велику пажњу. Ансамбли на сцени изводе програме у трајању од 10 до 20 минута према предвиђеном распореду.
Учесницима се у слободно време пружа могућност да се упознају са градом, његовом околином, историјим и туристичком понудом. Налази се у Календару манифестација од републичког и покрајнског значаја.